# 20354 Ребеккачен
20354 Ребеккачен (20354 Rebeccachan) — астероїд головного поясу, відкритий 21 квітня 1998 року.
Тіссеранів параметр щодо Юпітера — 3,545.